# Sylvain Claverie-Barbe
Pas d'image ? Cliquez ici

a Compétitions nationales et continentales officielles uniquement.

b Matchs officiels uniquement.
Sylvain Claverie-Barbe, né le 27 juillet 1910 à Gelos et mort le 12 août 1989 à Nice, est un joueur de rugby à XIII international français et de rugby à XV, évoluant au poste de pilier.

## Biographie
Claverie-Barbé ouvre une carrosserie à Pau en 1936. Claverie intègre l'équipe de la Section après le titre de champion de France 1928, et ses débuts en équipe première son remarqués.
Sylvain Claverie-Barbe débute en troisième-ligne au sein d'un pack d'avants composé des Albert Cazenave, François Récaborde, David Aguilar, Joseph Châtelain, Jean Bergalet, Adrien Laborde, Jean Defrançais et Paul Saux,.
Claverie-Barbé est la révélation de la saison 1932.
En 1934, il rejoint le club nouvellement créé par François Récaborde: Pau XIII.

## Palmarès

### En tant que joueur de rugby à XIII
- Collectif : 
  - Vainqueur de la Coupe de France : 1936 (Côte basque).

### Détails en sélection
| Matchs internationaux de Sylvain Claverie-Barbe | Matchs internationaux de Sylvain Claverie-Barbe | Matchs internationaux de Sylvain Claverie-Barbe | Matchs internationaux de Sylvain Claverie-Barbe | Matchs internationaux de Sylvain Claverie-Barbe | Matchs internationaux de Sylvain Claverie-Barbe | Matchs internationaux de Sylvain Claverie-Barbe | Matchs internationaux de Sylvain Claverie-Barbe | Matchs internationaux de Sylvain Claverie-Barbe | Matchs internationaux de Sylvain Claverie-Barbe | Matchs internationaux de Sylvain Claverie-Barbe | Matchs internationaux de Sylvain Claverie-Barbe |
|                                                 | Date                                            | Adversaire                                      | Résultat                                        | Compétition                                     | Poste                                           | Points                                          | Essais                                          | Pen.                                            | Drops                                           |                                                 |                                                 |
| ----------------------------------------------- | ----------------------------------------------- | ----------------------------------------------- | ----------------------------------------------- | ----------------------------------------------- | ----------------------------------------------- | ----------------------------------------------- | ----------------------------------------------- | ----------------------------------------------- | ----------------------------------------------- | ----------------------------------------------- | ----------------------------------------------- |
| sous les couleurs de la France                  |                                                 |                                                 |                                                 |                                                 |                                                 |                                                 |                                                 |                                                 |                                                 |                                                 |                                                 |
| 6.                                              | 6 décembre 1936                                 | Pays de Galles                                  | 3-9                                             | Coupe d'Europe                                  | Pilier                                          | -                                               | -                                               | -                                               | -                                               |                                                 |                                                 |